# Музыкальный колледж Беркли
Музыкальный колледж Беркли (англ. Berklee College of Music) — американское высшее музыкальное учебное заведение, основанное в 1945 году и расположенное в Бостоне.
Основатель колледжа Лоуренс Берк первоначально назвал её Домом музыки Шиллингера (англ. Schillinger House of Music) в честь своего учителя Иосифа Шиллингера, музыкально-педагогической системе которого он был намерен следовать. В 1954 году школа была значительно расширена, и Берк переименовал её в школу музыки Беркли в честь своего сына Ли Берка (англ. Lee Berk).
Особенностью колледжа Беркли была и остаётся специализация на новейших неакадемических музыкальных направлениях. С самого начала в колледже преподавался курс джазовой музыки, а первым почётным доктором стал в 1971 году Дюк Эллингтон. Среди специализаций в колледже — киномузыка и авторская песня (англ. songwriting), среди возможных профильных инструментов — банджо, мандолина, ручная перкуссия, в 1999 году открыт учебный курс хип-хопа.
Среди выпускников колледжа: Стив Вай, Джон Скофилд, Майк Штерн, Джон Петруччи, Эл Ди Меола, Куинси Джонс, Говард Шор, Рамин Джавади, Чарли Пут, Уэйн Сермон, Пак Бом и другие.